# BBC Radio One Live in Concert (Man)
BBC Radio One Live in Concert è un album dei Deke Leonard's Iceberg/Man, pubblicato dalla Windsong Records nel 1993. Il disco fu registrato dal vivo il 21 settembre 1973 al Hippodrome Golders Green di Londra, Inghilterra.

## Tracce
1. Razorblade & Rattlesnake – 6:33 (Deke Leonard) – Deke Leonard's Iceberg
2. 7171 551 – 8:04 (Deke Leonard) – Deke Leonard's Iceberg
3. A Hard Way to Live – 3:06 (Deke Leonard) – Deke Leonard's Iceberg
4. In Search of Sarah and 26 Horses – 10:43 (Deke Leonard) – Deke Leonard's Iceberg
5. C'mon – 15:08 (Ryan, Jones, John, Williams) – Man
6. Bananas – 13:52 (Ryan, Jones, John, Williams) – Man
7. Romain – 10:20 (Ace, John, Leonard, Jones, Williams) – Man

## Musicisti
Brani 1, 2, 3 e 4
- Deke Leonard - chitarra, voce
- Brian Breeze - chitarra
- Martin Ace - basso
- Dave Charles - batteria

Brani 5, 6 e 7
- Micky Jones - chitarra, voce
- Tweke Lewis - chitarra (brani: 5 e 6)
- Deke Leonard - chitarra, voce (solo nel brano: 7)
- Phil Ryan - tastiera, voce
- Will Youatt - basso (brani: 5 e 6)
- Martin Ace - basso (solo nel brano: 7)
- Terry Williams - batteria